# فلويد بيكر
فلويد بيكر (بالإنجليزية: Floyd Baker) هو لاعب كرة قاعدة أمريكي، ولد في 10 أكتوبر 1916 في لوراي في الولايات المتحدة، وتوفي في 17 نوفمبر 2004 في يونغزتاون في الولايات المتحدة.

## روابط خارجية
- فلويد بيكر على موقع دوري كرة القاعدة الرئيسي (الإنجليزية)
- فلويد بيكر على موقعبيزبول رفرنس.كوم (الدوري الرئيسي) (الإنجليزية)
- فلويد بيكر على موقعبيزبول رفرنس.كوم (الدوري الثانوي) (الإنجليزية)
- فلويد بيكر على موقع إي إس بي إن.كوم (أم.أل.بي) (الإنجليزية)
- فلويد بيكر على موقع مشجعي الرسوم البيانية (الإنجليزية)